# Трогоновые

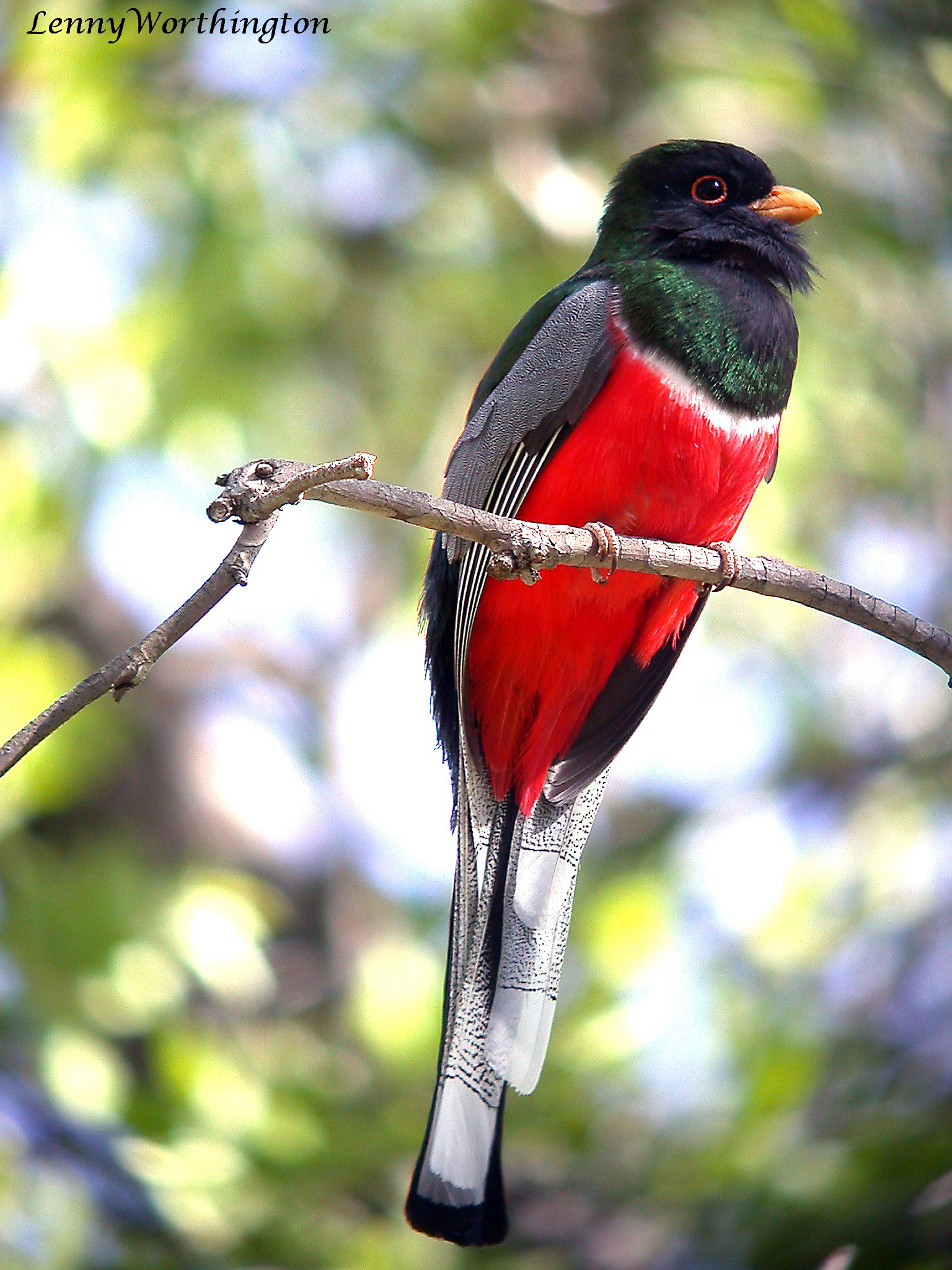
Самец медного трогона

Трого́новые, или трого́ны (лат. Trogonidae) — семейство новонёбных птиц, выделяемое в монотипический отряд трогонообра́зных (Trogoniformes). Древнейшие ископаемые остатки трогонообразных относятся к ипрскому веку эоцена. Трогоновые — обитатели тропических лесов по всему миру. Наибольшее разнообразие наблюдается в неотропике, где встречаются четыре рода, содержащие 24 вида.

## Классификация
Положение трогонов в классе птиц было давним вопросом. Было предложено множество родственников, в том числе попугаи, кукушки, туканы, якамары, пуховки, сизоворонки, совы и козодои. Более поздние морфологические и молекулярные данные предполагают связь с Coliiformes. Уникальное расположение пальцев на ноге заставило многих считать, что у трогонов нет близких родственников. Самый ранний официально описанный ископаемый образец — череп из нижнего эоцена, найденный в Дании. Другие окаменелости этих птиц были обнаружены в отложениях карьера Мессель среднего эоцена в Германии, а также в олигоценовых и миоценовых отложениях Швейцарии и Франции. Самая старая окаменелость представителя семейства трогоновые в Новом Свете относится к плейстоцену. Считалось, что семейство происходит из Старого Света, несмотря на количество видов семейства в Неотропическом Новом Свете. Данные ДНК, по-видимому, подтверждают африканское происхождение трогонов, при этом африканский род Apaloderma, по-видимому, является базовым в семействе, а две другие линии, азиатская и американская, прервались между 20 и 36 миллионами лет назад. Более поздние исследования показывают, что данные ДНК дают противоречивые результаты, касающиеся основных филогенетических отношений.

## Внешний вид
По внешнему виду, трогоновые — типичные тропические птицы, имеют очень яркую расцветку оперения, в которой преобладают зелёные, красные или синие тона (как правило, с металлическим отблеском); оперение рыхлое. Характеризуются средними и крупными размерами: длина туловища у большинства видов лежит в пределах от 20 до 35 см (квезаль значительно крупнее: его длина тела вместе с хвостом достигает 120 см). Крылья — короткие и закруглённые, имеют 10 первостепенных маховых перьев. Хвост у трогоновых длинный, имеет 12 рулевых перьев. Клюв — короткий и широкий, лапки слабые, цевка оперена. Отличительной особенностью трогоновых является расположение пальцев на ноге: первый и второй пальцы направлены назад, третий и четвёртый — вперёд (в то время как у других птиц прослеживается иная закономерность: если назад направлены два пальца, то это — первый и четвёртый).

## Распространение и среда обитания
Трогоновые обитают в тропических и субтропических лесах Америки (от южных границ Техаса и Аризоны до Аргентины), Азии (Южная и Юго-Восточная Азия) и Африки (к югу от Сахары, но без южной оконечности материка). Встречаются как в жарких долинах, так и в прохладных поясах высоких гор. Некоторые виды проникают в культурный ландшафт: они гнездятся на кофейных плантациях.

## Поведение
Отсутствие активности трогоновых, возможно, является средством защиты от хищников; сообщается, что трогоны передвигаются по ветвям, чтобы всегда держать свои менее ярко окрашенные спины повернутыми к наблюдателям, в то время как они следят за наблюдателем с помощью головы, поворачивающейся на 180 градусов. Сообщается, что на трогонов охотились ястребы и хищные млекопитающие.

## Голос
Крики трогонов, как правило, громкие и несложные, состоящие из односложных «улюлюканий» и свистков, издаваемых в различных схемах и последовательностях. Среди азиатских родов вид Apalharpactes macloti имеет самый нетипичный призыв среди всех трогонов.

## Образ жизни
Виды птиц семейства трогоновые ведут одиночный и оседлый образ жизни, однако держатся парами в брачный период. Образ жизни данного семейства изучен не до конца.

## Рацион
Трогоновые кормятся, взлетая с ветки и хватая на лету насекомых или срывая мелкие плоды; питаются также моллюсками. При этом, у африканских видов в рационе преобладают насекомые (которых они, подобно мухоловковым, ловят на лету), а у азиатских и американских видов — фрукты и ягоды (квезаль может схватить лягушку, ящерицу или змею). Среди добычи одним из наиболее важных видов являются гусеницы; наряду с кукушками трогоновые являются одной из немногих групп птиц, которые регулярно на них охотятся. Однако известно, что некоторые гусеницы ядовиты для трогонов, например, Arsenura armida. Степень употребления каждого типа пищи варьируется в зависимости от географического расположения и вида. Диета в некоторой степени коррелирует с размером: более крупные виды больше питаются фруктами, а более мелкие — насекомыми. Добычу почти всегда добывают на лету. Наиболее часто используемый метод поиска пищи — это вылазка с целью сбора урожая, когда трогон летит с наблюдательной площадки к цели на другой ветке или в листве. Оказавшись там, трогоны парят или останавливаются и хватают предмет. Этот тип кормодобывания обычно используется некоторыми видами птиц для добычи насекомых; у трогоновых он также используется для сбора фруктов с деревьев. Трогоновые также ловят насекомых на лету: они преследуют летающих насекомых так же, как дронговые и мухоловковые. Лягушки, ящерицы и крупные насекомые на земле также могут быть атакованы с воздуха. Реже, некоторые трогоны могут ходить по ветке в поисках насекомых, яиц насекомых и, очень редко, птенцов птиц.

## Размножение
Трогоновые встречаются обычно либо в одиночку, либо парами (значительно реже — небольшими группами). Они моногамны. Трогоновые выкапывают свои гнёзда в гниющей древесине. Представители некоторых видов проделывают гнездовые норы в гнёздах древесных термитов и бумажных ос. Самка откладывает непосредственно на дно дупла от 2 до 4 округлых яиц. Яйца глянцево-белые или слегка окрашенные (охристые, серые, синие или зелёные). Высиживание (в котором участвуют и самка, и самец) длится до трёх недель. Развитие птенцов происходит по птенцовому типу; они рождаются без оперения и находятся в гнезде от 15 до 25 дней. Трогоны территориальны. Самцы быстро реагируют на воспроизведение их криков и отталкивают других представителей того же вида и даже других видов, гнездящихся в норах, вокруг своих гнездовий. Самцы привлекают самок пением и, в случае гватемальского квезала, демонстрационными полетами. Некоторые виды наблюдались небольшими стаями из 3-12 особей. Полости гнезд могут быть либо глубокими наклонными вверх трубами, ведущими в полностью закрытые камеры, либо гораздо более мелкими открытыми нишами (из которых птица видна). Гнезда трогоновые роют клювом. Копать гнездо может самец или представители обоих полов. В случае гнезд, вырытых в стволах деревьев, древесина должна быть достаточно прочной, чтобы не разрушиться, но достаточно мягкой, чтобы гнездо можно было выкопать. Было замечено, что трогоновые приземляются на стволы мертвых деревьев и хлопают по дереву хвостами, предположительно для проверки прочности. Считается, что гнезда трогоновых, обычно, не выстилаются. Оба родителя насиживают яйца (за исключением желтощёкого африканского трогона, где, по-видимому, самец не принимает участия).

## Классификация внутри семейства
Семейство трогоновых разделяют на 2 подсемейства с 7 родами и 46 видами:

### Подсемейство Apaloderminae
- Род Apaloderma — Африканские трогоны
  - Apaloderma narina — Уздечковый африканский трогон
  - Apaloderma aequatoriale — Желтощёкий африканский трогон
  - Apaloderma vittatum — Горный африканский трогон

### Подсемейство Trogoninae
- Род Apalharpactes
  - Apalharpactes reinwardtii — Синехвостый азиатский трогон
  - Apalharpactes macklotiApalharpactes mackloti
- Род Harpactes — Азиатские трогоны

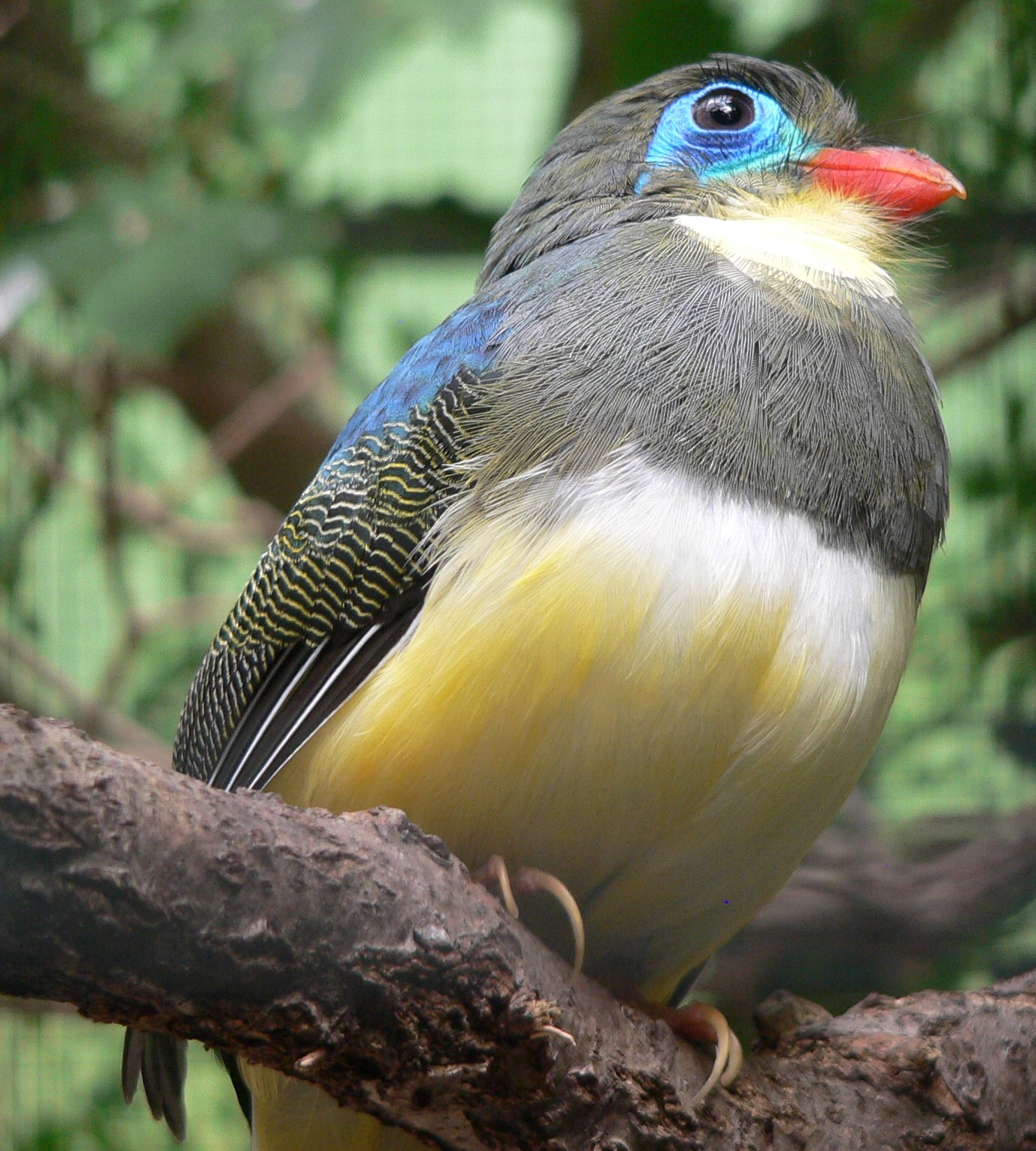
Apalharpactes mackloti

  - Harpactes fasciatus — Малабарский азиатский трогон
  - Harpactes kasumba — Краснозатылочный азиатский трогон
  - Harpactes diardii — Ожерелковый азиатский трогон
  - Harpactes ardens — Филиппинский азиатский трогон
  - Harpactes whiteheadi — Серогрудый азиатский трогон
  - Harpactes orrhophaeus — Коричневогузый азиатский трогон
  - Harpactes duvaucelii — Красногузый азиатский трогон
  - Harpactes oreskios — Зеленоголовый азиатский трогон
  - Harpactes erythrocephalus — Красноголовый азиатский трогон
  - Harpactes wardi — Розовохвостый азиатский трогон
- Род Euptilotis — Ушастые трогоны
  - Euptilotis neoxenus — Ушастый трогон
- Род Pharomachrus — Квезалы, или квезали, или павлиньи трогоны, или кетсали
  - Pharomachrus pavoninus — Златоглавый квезаль
  - Pharomachrus auriceps — Золотистоголовый квезал
  - Pharomachrus mocinno — Гватемальский квезал, или квезаль
  - Pharomachrus fulgidus — Алмазный квезаль
  - Pharomachrus antisianus — Хохлатый квезал
- Род Priotelus — Кубинские трогоны
  - Priotelus temnurus — Кубинский трогон
  - Priotelus roseigaster — Розовобрюхий трогонРозовобрюхий трогон (Priotelus roseigaster)

- Род Trogon — Трогоны
  - Trogon clathratus — Ястребинохвостый трогон
  - Trogon massena — Аспиднохвостый трогон
  - Trogon comptus — Синехвостый трогон
  - Trogon mesurus — Белоглазый трогон
  - Trogon melanurus — Чернохвостый трогон
  - Trogon melanocephalus
  - Trogon citreolus — Сероголовый трогон
  - Trogon chionurus
  - Trogon bairdii — Трогон Бэрда
  - Trogon viridis — Белохвостый трогон, или Зеленохвостый трогон
  - Trogon caligatus — Желтобрюхий трогон
  - Trogon ramonianus — Амазонский трогон
  - Trogon violaceus — Фиолетовый трогон
  - Trogon curucui — Синешапочный трогон
  - Trogon surrucura — Трогон-суруку
  - Trogon tenellus
  - Trogon cupreicauda
  - Trogon rufus — Черногорлый трогон
  - Trogon chrysochloros
  - Trogon elegans — Медный трогон
  - Trogon mexicanus — Горный трогон
  - Trogon collaris — Ошейниковый трогон
  - Trogon personatus — Масковый трогон

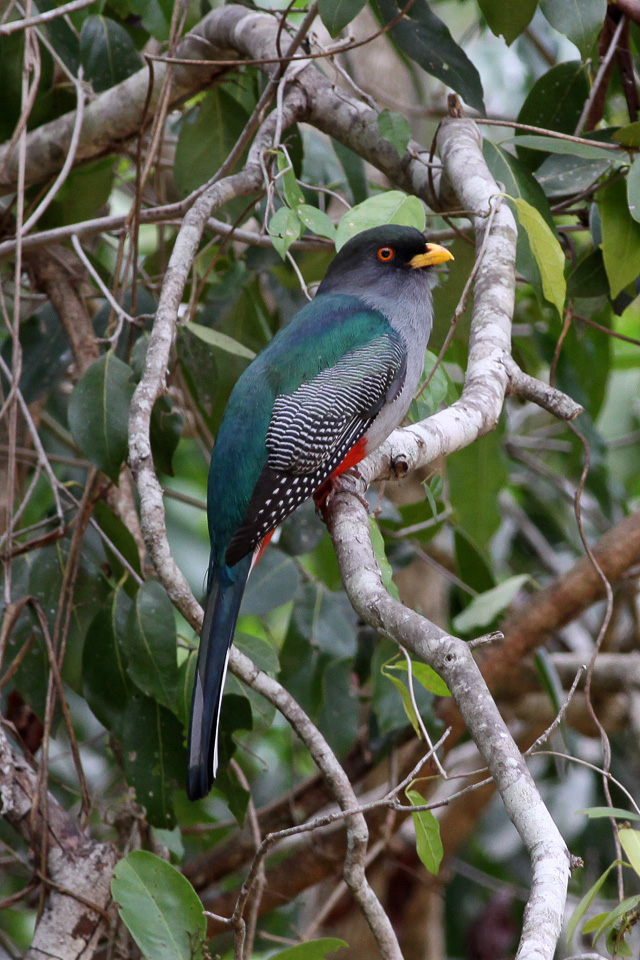
Розовобрюхий трогон (Priotelus roseigaster)

Один из наиболее известных представителей семейства — гватемальский квезал (лат. Pharomachrus mocinno), который в Гватемале является национальным символом страны — символом свободы (квезаль не выживает в неволе).
Кроме ныне существующих родов, в семейство трогоновых включают три вымерших рода: Paratrogon Lambrecht, 1933, Primotrogon (Mayr, 1999; эоцен — олигоцен и Septentrogon (Kristoffersen, 2002).
Первоначально к семейству трогоновых был отнесён род Archaeotrogon (Milne-Edward, 1891); эоцен — олигоцен Франции; в 1980 г. он был выделен в отдельное семейство Archaeotrogonidae, которое пока не включают в какие-либо отряды, но сближают с козодоеобразными и стрижеобразными.

## Филогения
Филогенетические отношения между родами семейства трогоновых представлены следующей кладограммой, построенной в соответствии с результатами исследования Р. Мойла (2005).
|  | Euptilotis   |
|  |              |
|  | Pharomachrus |
|  |              |

|  | Priotelus   |
|  |             |
|  | Temnotrogon |
|  |             |

|  | Harpactes                                                    |
|  |                                                              |
|  | \| \| Apalharpactes \| \| \| \| \| \| Apaloderma \| \| \| \| |
|  |                                                              |
|  | Apalharpactes                                                |
|  |                                                              |
|  | Apaloderma                                                   |
|  |                                                              |

|  | Apalharpactes |
|  |               |
|  | Apaloderma    |
|  |               |

|  | Harpactes                                                    |
|  |                                                              |
|  | \| \| Apalharpactes \| \| \| \| \| \| Apaloderma \| \| \| \| |
|  |                                                              |
|  | Apalharpactes                                                |
|  |                                                              |
|  | Apaloderma                                                   |
|  |                                                              |

|  | Apalharpactes |
|  |               |
|  | Apaloderma    |
|  |               |

|  | Priotelus   |
|  |             |
|  | Temnotrogon |
|  |             |

|  | Harpactes                                                    |
|  |                                                              |
|  | \| \| Apalharpactes \| \| \| \| \| \| Apaloderma \| \| \| \| |
|  |                                                              |
|  | Apalharpactes                                                |
|  |                                                              |
|  | Apaloderma                                                   |
|  |                                                              |

|  | Apalharpactes |
|  |               |
|  | Apaloderma    |
|  |               |

|  | Harpactes                                                    |
|  |                                                              |
|  | \| \| Apalharpactes \| \| \| \| \| \| Apaloderma \| \| \| \| |
|  |                                                              |
|  | Apalharpactes                                                |
|  |                                                              |
|  | Apaloderma                                                   |
|  |                                                              |

|  | Apalharpactes |
|  |               |
|  | Apaloderma    |
|  |               |

|  | Euptilotis   |
|  |              |
|  | Pharomachrus |
|  |              |

|  | Priotelus   |
|  |             |
|  | Temnotrogon |
|  |             |

|  | Harpactes                                                    |
|  |                                                              |
|  | \| \| Apalharpactes \| \| \| \| \| \| Apaloderma \| \| \| \| |
|  |                                                              |
|  | Apalharpactes                                                |
|  |                                                              |
|  | Apaloderma                                                   |
|  |                                                              |

|  | Apalharpactes |
|  |               |
|  | Apaloderma    |
|  |               |

|  | Harpactes                                                    |
|  |                                                              |
|  | \| \| Apalharpactes \| \| \| \| \| \| Apaloderma \| \| \| \| |
|  |                                                              |
|  | Apalharpactes                                                |
|  |                                                              |
|  | Apaloderma                                                   |
|  |                                                              |

|  | Apalharpactes |
|  |               |
|  | Apaloderma    |
|  |               |

|  | Priotelus   |
|  |             |
|  | Temnotrogon |
|  |             |

|  | Harpactes                                                    |
|  |                                                              |
|  | \| \| Apalharpactes \| \| \| \| \| \| Apaloderma \| \| \| \| |
|  |                                                              |
|  | Apalharpactes                                                |
|  |                                                              |
|  | Apaloderma                                                   |
|  |                                                              |

|  | Apalharpactes |
|  |               |
|  | Apaloderma    |
|  |               |

|  | Harpactes                                                    |
|  |                                                              |
|  | \| \| Apalharpactes \| \| \| \| \| \| Apaloderma \| \| \| \| |
|  |                                                              |
|  | Apalharpactes                                                |
|  |                                                              |
|  | Apaloderma                                                   |
|  |                                                              |

|  | Apalharpactes |
|  |               |
|  | Apaloderma    |
|  |               |

|  | Euptilotis   |
|  |              |
|  | Pharomachrus |
|  |              |

|  | Priotelus   |
|  |             |
|  | Temnotrogon |
|  |             |

|  | Harpactes                                                    |
|  |                                                              |
|  | \| \| Apalharpactes \| \| \| \| \| \| Apaloderma \| \| \| \| |
|  |                                                              |
|  | Apalharpactes                                                |
|  |                                                              |
|  | Apaloderma                                                   |
|  |                                                              |

|  | Apalharpactes |
|  |               |
|  | Apaloderma    |
|  |               |

|  | Harpactes                                                    |
|  |                                                              |
|  | \| \| Apalharpactes \| \| \| \| \| \| Apaloderma \| \| \| \| |
|  |                                                              |
|  | Apalharpactes                                                |
|  |                                                              |
|  | Apaloderma                                                   |
|  |                                                              |

|  | Apalharpactes |
|  |               |
|  | Apaloderma    |
|  |               |

|  | Priotelus   |
|  |             |
|  | Temnotrogon |
|  |             |

|  | Harpactes                                                    |
|  |                                                              |
|  | \| \| Apalharpactes \| \| \| \| \| \| Apaloderma \| \| \| \| |
|  |                                                              |
|  | Apalharpactes                                                |
|  |                                                              |
|  | Apaloderma                                                   |
|  |                                                              |

|  | Apalharpactes |
|  |               |
|  | Apaloderma    |
|  |               |

|  | Harpactes                                                    |
|  |                                                              |
|  | \| \| Apalharpactes \| \| \| \| \| \| Apaloderma \| \| \| \| |
|  |                                                              |
|  | Apalharpactes                                                |
|  |                                                              |
|  | Apaloderma                                                   |
|  |                                                              |

|  | Apalharpactes |
|  |               |
|  | Apaloderma    |
|  |               |

|  | Euptilotis   |
|  |              |
|  | Pharomachrus |
|  |              |

|  | Priotelus   |
|  |             |
|  | Temnotrogon |
|  |             |

|  | Harpactes                                                    |
|  |                                                              |
|  | \| \| Apalharpactes \| \| \| \| \| \| Apaloderma \| \| \| \| |
|  |                                                              |
|  | Apalharpactes                                                |
|  |                                                              |
|  | Apaloderma                                                   |
|  |                                                              |

|  | Apalharpactes |
|  |               |
|  | Apaloderma    |
|  |               |

|  | Harpactes                                                    |
|  |                                                              |
|  | \| \| Apalharpactes \| \| \| \| \| \| Apaloderma \| \| \| \| |
|  |                                                              |
|  | Apalharpactes                                                |
|  |                                                              |
|  | Apaloderma                                                   |
|  |                                                              |

|  | Apalharpactes |
|  |               |
|  | Apaloderma    |
|  |               |

|  | Priotelus   |
|  |             |
|  | Temnotrogon |
|  |             |

|  | Harpactes                                                    |
|  |                                                              |
|  | \| \| Apalharpactes \| \| \| \| \| \| Apaloderma \| \| \| \| |
|  |                                                              |
|  | Apalharpactes                                                |
|  |                                                              |
|  | Apaloderma                                                   |
|  |                                                              |

|  | Apalharpactes |
|  |               |
|  | Apaloderma    |
|  |               |

|  | Harpactes                                                    |
|  |                                                              |
|  | \| \| Apalharpactes \| \| \| \| \| \| Apaloderma \| \| \| \| |
|  |                                                              |
|  | Apalharpactes                                                |
|  |                                                              |
|  | Apaloderma                                                   |
|  |                                                              |

|  | Apalharpactes |
|  |               |
|  | Apaloderma    |
|  |               |

## В культуре
Трогоновые считаются «одними из самых красивых птиц», но они также часто ведут затворнический образ жизни и их редко можно увидеть. Мало что известно об их биологии. Многое из того, что уже известно, получено из исследований неотропических видов орнитологом Александром Скутчем. Тем не менее трогоновые являются популярными птицами среди орнитологов, и в Центральной Америке существует скромная индустрия экотуризма, в частности, для наблюдения за квезалями.